# Leptoscyphus sotiauxii
Leptoscyphus sotiauxii là một loài Rêu trong họ Geocalycaceae. Loài này được Vanderpoorten, A. Schäfer-Verwimp & D.G. Long mô tả khoa học đầu tiên năm 2010.